# 陰山泰
陰山 泰（かげやま たい、1956年1月27日 - ）は、日本の俳優。石井光三オフィス所属。

## 略歴
兵庫県出身。身長175cm。神戸市立舞子中学校、兵庫県立長田高等学校、早稲田大学社会科学部卒業。早稲田演劇研究会出身。早稲田大学在学中、早稲田「新」劇場（その後「劇団DA・M」と改名）を結成。
遊◎機械/全自動シアターを経て、舞台を中心にテレビ、映画など映像のフィールドにも活動の場を広げている。

## 出演

### テレビドラマ
- リョウコ!（1996年、WOWOW）
- 大河ドラマ（NHK）
  - 毛利元就（1997年）
  - 龍馬伝（2010年） - 伊達宗城 役
- こんな恋のはなし（1997年、フジテレビ）
- ワインのばか（1998年、フジテレビ）
- 世にも奇妙な物語（フジテレビ）
  - ’98春の特別編「トラウマ」（1998年4月8日）
  - ’99春の特別編「パパラッチ」（1999年3月31日） - 岩井 役
  - SMAPの特別編「エキストラ」（2001年1月1日） - 面接官 役
  - ’01春の特別編「太平洋は燃えているか」（2001年4月5日） - 軍事アナリスト 役
  - ’02秋の特別編「連載小説」（2002年10月3日）
  - ’04春の特別編「自分カウンセラー」（2004年3月29日） - 研究員 役
- ソムリエ（1999年、フジテレビ）
- 名探偵 明智小五郎 吸血鬼（1999年、フジテレビ） - 畑柳庄蔵 役
- 古畑任三郎 アリバイの死角（1999年5月4日、フジテレビ） - 山村淳一 役
- らせん（1999年、フジテレビ）
- 恋愛結婚の法則（1999年、フジテレビ）
- はるちゃん 第4シリーズ（2000年、フジテレビ） - 黒岩辰夫 役
- 永遠の1/2（2000年、TBS）
- 双方向クイズ!実験家族（2001年、BSフジ）
- ラブ&ファイト（2001年、TBS）
- 東京007（2001年、フジテレビ）
- 整形美人。（2002年、フジテレビ）
- 太陽と雪のかけら（2002年、TBS）
- ドラマW コスメティック （2003年、WOWOW）
- 金曜エンタテイメント（フジテレビ）
  - 「えなりかずきの少年探偵 事件でござる3」（2003年10月3日） - 馬場明夫 役
  - 「サラリーマン刑事4」（2004年3月5日） - 末次智宏 役
- あゝ離婚式（2004年、フジテレビ）
- 相棒（テレビ朝日）
  - Season3 第4話 女優〜前編（2004年） - 木佐貫功 役
  - Season12 第12話 崖っぷちの女（2014年） - 布川理事長 役
  - Season18 最終話 ディープフェイク・エクスペリメント（2020年） - 栗橋東一郎 役
  - Season19 第19話「暗殺者への招待」、最終話「暗殺者への招待〜宣戦布告」（2021年） - 栗橋東一郎 役
  - Season20（2021年） - 栗橋東一郎 役
- 土曜ワイド劇場 「キソウの女2」（2005年5月21日） - 河野隆 役
- おいしい殺し方教えます（2006年、BSフジ）
- 交渉人〜THE NEGOTIATOR〜（2008年、テレビ朝日） - 矢嶋修次 役
- 土曜ドラマ（NHK総合）
  - トップセールス 第4話 - 第6話（2008年5月3日 - 17日） - 橋本 役
  - 外事警察 第1話（2009年11月14日）
- ホカベン（2008年、日本テレビ）
- 7人の女弁護士 第5話（2008年5月8日、テレビ朝日）
- 土曜時代劇 桂ちづる診察日録（2010年9月 - 12月、NHK総合） - 蜂谷古之進 役
- チーム・バチスタ2 ジェネラル・ルージュの凱旋 第5話（2010年5月4日、フジテレビ） - 黒岩徹也 役
- ナサケの女〜国税局査察官〜（2010年、テレビ朝日）
- 刑事定年 第6回（2010年12月1日、BS朝日） - 中川裕弥 役
- NHKスペシャル 未解決事件 file.01「グリコ・森永事件」（2011年7月29日、NHK総合） - 他紙社会部長
- BS時代劇（NHK BSプレミアム）
  - テンペスト（2011年7月 - 9月）
  - 火怨・北の英雄 アテルイ伝（2013年1月 - 2月） - 巨勢朝臣野足 役
- 再捜査刑事・片岡悠介3（2012年3月24日、テレビ朝日） - 樋口常雄 役
- 連続テレビ小説（NHK）
  - 梅ちゃん先生（2012年） - 三枝教授 役
  - ひよっこ（2017年） - 森和夫 役
  - なつぞら（2019年） - 杉本平助 役
  - ブギウギ（2023年 - 2024年） - 一井 役[2]
  - あんぱん 第6週（2025年5月） - カフェの店長 役[3]
- Answer〜警視庁検証捜査官 最終話（2012年6月13日、テレビ朝日） - 畑山由岐彦 役
- イロドリヒムラ 第8話（2012年12月3日、TBS） - 松本 役
- プレミアムドラマ かすてぃら 第2話（2014年7月14日、NHK BSプレミアム） - 阿川刑事 役
- 水曜ミステリー9 不倫調査員・片山由美14（2014年8月6日、テレビ東京） - 長谷部検視官 役
- 事件救命医2〜IMATの奇跡〜（2014年、テレビ朝日） - 横田秘書 役
- 月曜ゴールデン 北海道警察3 人質（2014年11月3日、TBS） - 山科邦彦 役
- 風の峠〜銀漢の賦〜（2015年1月 - 2月、NHK総合） - 奥平康之助 役
- 夢を与える（2015年5月16日 - 6月6日、WOWOW） - 森田 役
- ドラマミステリーズ 〜カリスマ書店員が選ぶ珠玉の一冊〜（2017年4月22日、フジテレビ）
- わたし、定時で帰ります。 第3話（2019年4月30日、TBS） - 諏訪亘 役
- ストロベリーナイト・サーガ 第10話・第11話（2019年6月13日・20日、フジテレビ） - 下井警部補 役
- 絶対零度〜未然犯罪潜入捜査〜 AFTER STORY（2020年3月23日、フジテレビ） - 桐島直久 役
- アイドル（2022年8月11日、NHK総合） - 山本 役
- 刑事7人 Season8 第9話（2022年9月7日、テレビ朝日） ‐ 篠宮武 役

### 映画
- スワロウテイル（1996年）
- ジョゼと虎と魚たち（2003年）
- 手を握る泥棒の物語（2004年）
- 笑の大学（2004年）
- わがままな女（2005年）
- 僕と妻の1778の物語（2011年）
- 恋の罪（2011年） - 美津子の父

### PVドラマ
- SF 少女ドラマシリーズ「ADS77」（2013年、AKB48「恋するフォーチュンクッキー」特典映像） - 青木シンペイ 役

### ラジオドラマ
- ラジオ図書館　カラス（1995年5月15日、TBSラジオ）
- 青春アドベンチャー（NHK-FM）
  - 蒼のファンファーレ（2018年5月7日 - 18日） - ミスター・ワン 役[4]
  - 鷲は舞い降りた（2020年1月20日 - 31日） - リーアム・デヴリン 役[5]
  - 四捨五入殺人事件（2022年4月11日 - 15日） - 石上克二 役[6]
  - シャドー８１（2023年4月3日 - 14日） - ザッカリ・エンコ将軍 役[7]
  - 羽州ぼろ鳶組シリーズ - 田沼意次 役
    - 火喰鳥 羽州ぼろ鳶組（2018年7月23日 - 8月3日）[8]
    - 夜哭烏 羽州ぼろ鳶組（2019年9月16日 - 27日）[9]
    - 鬼煙管 羽州ぼろ鳶組（2020年10月19日 - 30日）[10]
    - 菩薩花 羽州ぼろ鳶組（2021年11月15日 - 26日）[11]
    - 夢胡蝶 羽州ぼろ鳶組（2022年10月17日 - 28日）[12]
    - 玉麒麟 羽州ぼろ鳶組（2023年6月5日 - 16日）[13]
    - 襲大鳳 羽州ぼろ鳶組（2024年3月25日 - 4月12日）[14]
- FMシアター（NHK-FM）
  - 最後の一人になるために（2018年10月27日）[15]
  - うつ病九段（2019年7月13日） - 中原誠 役[16]
  - 遺体を捜す人たち（2022年11月26日）
- 特集オーディオドラマ（NHK-FM）
  - 鐘を鳴らす子供たち（2021年8月14日・21日）

### テレビアニメ
- 蟲師（2005年、フジテレビ）第9話 重い実 - 祭主

### 舞台
- ア・ラ・カルト 役者と音楽家のいるレストラン
- ラストチャンスキャバレー
- 僕の時間の深呼吸
- ラ・ヴィータ 〜愛と死をみつめて〜
- イーハトーブの音楽劇 銀河鉄道の夜
- ムーンライト 〜夏の夜の不思議な夢の物語〜
- こわれた玩具
- ファルスタッフ
- ムーン・パレス
- 神経衰弱
- ルネッサンス
- 大砲の家
- at first sight〜ハジメテミルケシキ〜
- at first sight vol.2〜2003〜
- 痛くなるまで目に入れろ
- inumani 〜reading live〜や・り・に・げ→ロンド
- キャンディーズ
- おんなの落語
- シカク
- ハゲレット
- MYTH
- 魔界転生
- 僕たちの好きだった革命
- 血の婚礼
- 憑神
- A Midsummer Night's Dream
- その男
- イカれた主婦
- 舞台『銀河英雄伝説 外伝 オーベルシュタイン篇』
- オーデュボンの祈り
- AiiA presents 舞台『刀使ノ巫女』[17]
- 舞台『呪術廻戦』-京都姉妹校交流会・起首雷同-[18]
- ANOTHER 新たなる冒険
- 舞台『ソーセージ』[19]
- ミュージカル『チョコレート・アンダーグラウンド』[20]